# Schmirn
Schmirn ist eine Gemeinde mit 874 Einwohnern (Stand 1. Jänner 2024) im Bezirk Innsbruck-Land in Tirol (Österreich). Die Gemeinde liegt im Gerichtsbezirk Innsbruck.

## Geografie
Schmirn liegt im Schmirntal, einem östlichen Seitental des Wipptals. Das Gemeindegebiet erstreckt sich von St. Jodok bis zum Kamm der Tuxer Alpen im Norden, reicht im Südosten bis an den Tuxer Kamm der Zillertaler Alpen mit dem 3476 m hohen Olperer und im Süden bis an den Valser Kamm.
Das Siedlungsgebiet ist durch verstreute Rotten, Weiler und Einzelhöfe geprägt, wobei der Ortsteil Schmirn das Zentrum der Gemeinde darstellt. Der südliche Teil von St. Jodok gehört zur Gemeinde Vals.
Das Tal wird vom Schmirnbach durchflossen, der in St. Jodok in den Valser Bach mündet.

### Gemeindegliederung
| Katastralgemeinden  | Ortschaften in der Gemeinde |
| ------------------- | --- |
| Schmirn (62,64 km²) | Außerschmirn (ZH) Antritt (W) Aue (R) Egg (R) Entwasser (W) Grube (ZH) Holzebensiedlung (Sdlg) Lorleswald (R) Muchnersiedlung (Sdlg) Neder (ZH) Oberleite (R) Rohrach (R) Schmirn (D) St. Jodok am Brenner (D) Unterleite (R) Innerschmirn (ZH) Glinzen (W) Hochmark (R) Kasern (ZH) Madern (R) Obern (R) Toldern (R) Wildlahner (R) |
| Legende             | |

| In der Spalte Katastralgemeinden sind sämtliche Katastralgemeinden einer Gemeinde angeführt. In der Klammer ist die jeweilige Fläche in km² angegeben. |
| In der Spalte Ortschaften sind sämtliche von der Statistik Austria erfassten Siedlungen, die auch eine eigene Ortschaftskennziffer aufweisen, angeführt. In der Hierarchieebene derselben Spalte, rechts eingerückt, werden nur Ansiedlungen, die mindestens aus mehreren Häusern bestehen, dargestellt. Die wichtigsten der verwendeten Abkürzungen sind: - M = Hauptort der Gemeinde - Stt = Stadtteil - R = Rotte - W = Weiler - D = Dorf - ZH = Zerstreute Häuser - Sdlg = Siedlung - Hgr = Häusergruppe - E = Einzelgehöft (nur wenn sie eine eigene Ortschaftskennziffer haben) Die komplette Liste der Statistik Austria ist in: Topographische Siedlungskennzeichnung nach STAT Zu beachten ist, dass manche Orte unterschiedliche Schreibweisen haben können. So können sich Katastralgemeinden anders schreiben als gleichnamige Ortschaften bzw. Gemeinden. Quelle: Statistik Austria – Liste für Tirol (PDF) |

Das Gemeindegebiet umfasst folgende zwei Ortschaften (in Klammern Einwohnerzahl Stand 1. Jänner 2024):
- Außerschmirn (695)
- Innerschmirn (179)

### Nachbargemeinden
|                     | Navis                                       | Wattenberg      |
| Steinach am Brenner | Kompassrose, die auf Nachbargemeinden zeigt | Tux (SZ)        |
|                     | Vals                                        | Finkenberg (SZ) |

## Geschichte
Das Gemeindegebiet wurde bereits in der Zeit vor der Römischen Besatzung von Tux aus über das Tuxer Joch als Weidegebiet genutzt. Dies wird durch eine 1890 gefundene Bronzetafel belegt.
Schmirn wurde 1249 erstmals urkundlich als Vallis Smurne erwähnt. Der im 12. Jahrhundert begründete Prämonstratenserkonvent Stift Wilten war hier seit dem Mittelalter begütert und verfügte über eine eigene Urkundenlade Güter zu Schmirn und Vals. Es liegt womöglich der vulgärlateinische Flurname *Smurna (‚morastiges, schlammiges Gebiet‘) zugrunde. Nach der Nutzung als Almgebiet wurden im Mittelalter Schwaighöfe errichtet. Um das Tal zu verlassen, musste man über das Tuxer Joch gehen oder einen steilen Weg nach St. Jodok benutzen.
Seit 1811 ist Schmirn eine selbständige Gemeinde. Da der Weg über das Tuxer Joch stark begangen war, gehörte Hintertux bis 1926 zur Gemeinde Schmirn. Das Tal wurde 1955 elektrifiziert, eine Zufahrtsstraße wurde 1972 errichtet.
Im Jahr 2012 wurde Schmirn in die Liste der „Bergsteigerdörfer“ des Österreichischen Alpenvereins aufgenommen.

### Bevölkerungsentwicklung
EinwohnerJahr6507007508008509009501860189019201950198020102040EinwohnerEinwohnerentwicklung von Schmirn

## Kultur und Sehenswürdigkeiten

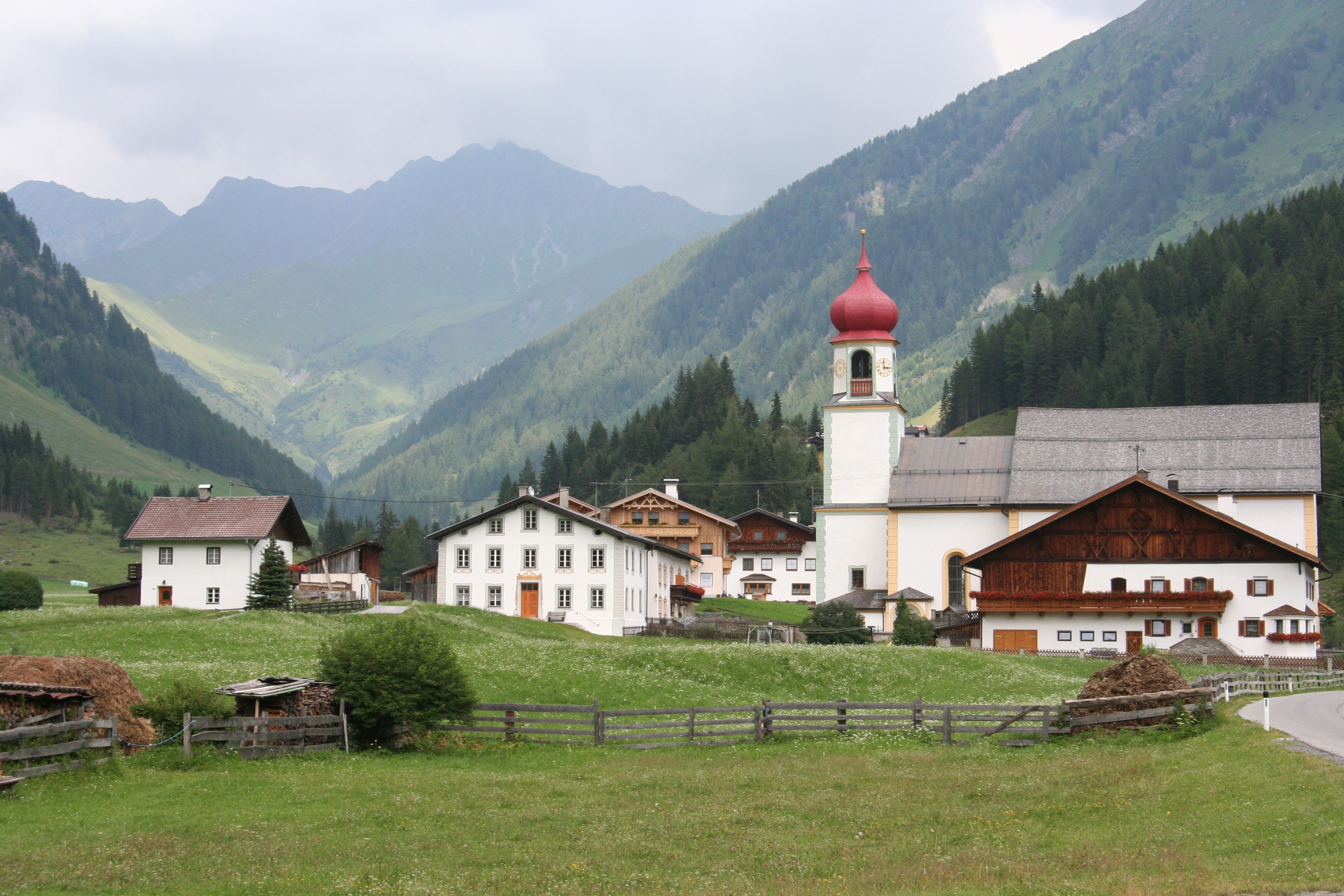
Außerschmirn mit der Pfarrkirche Schmirn

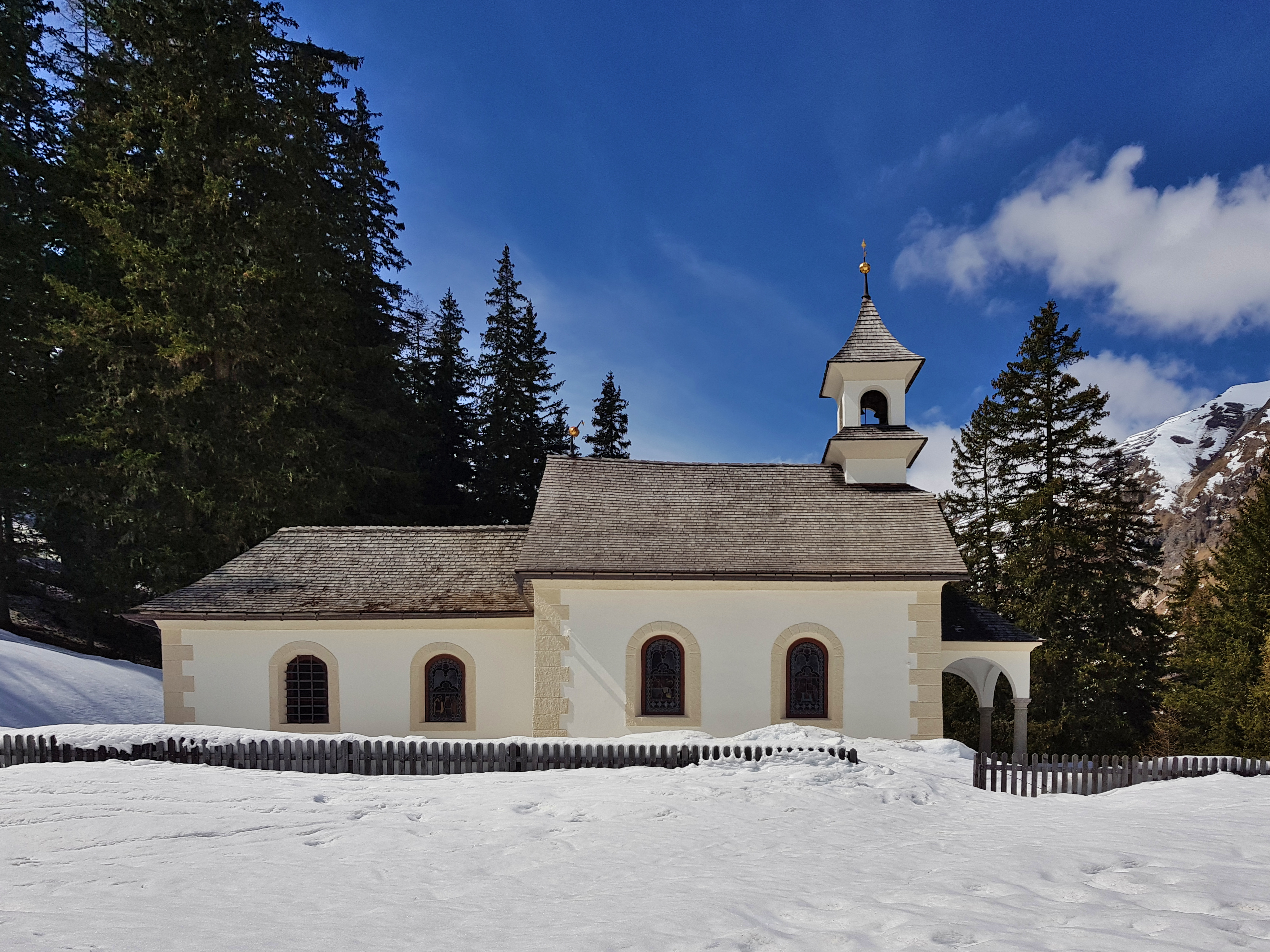
Wallfahrtskirche Maria zur Kalten Herberge

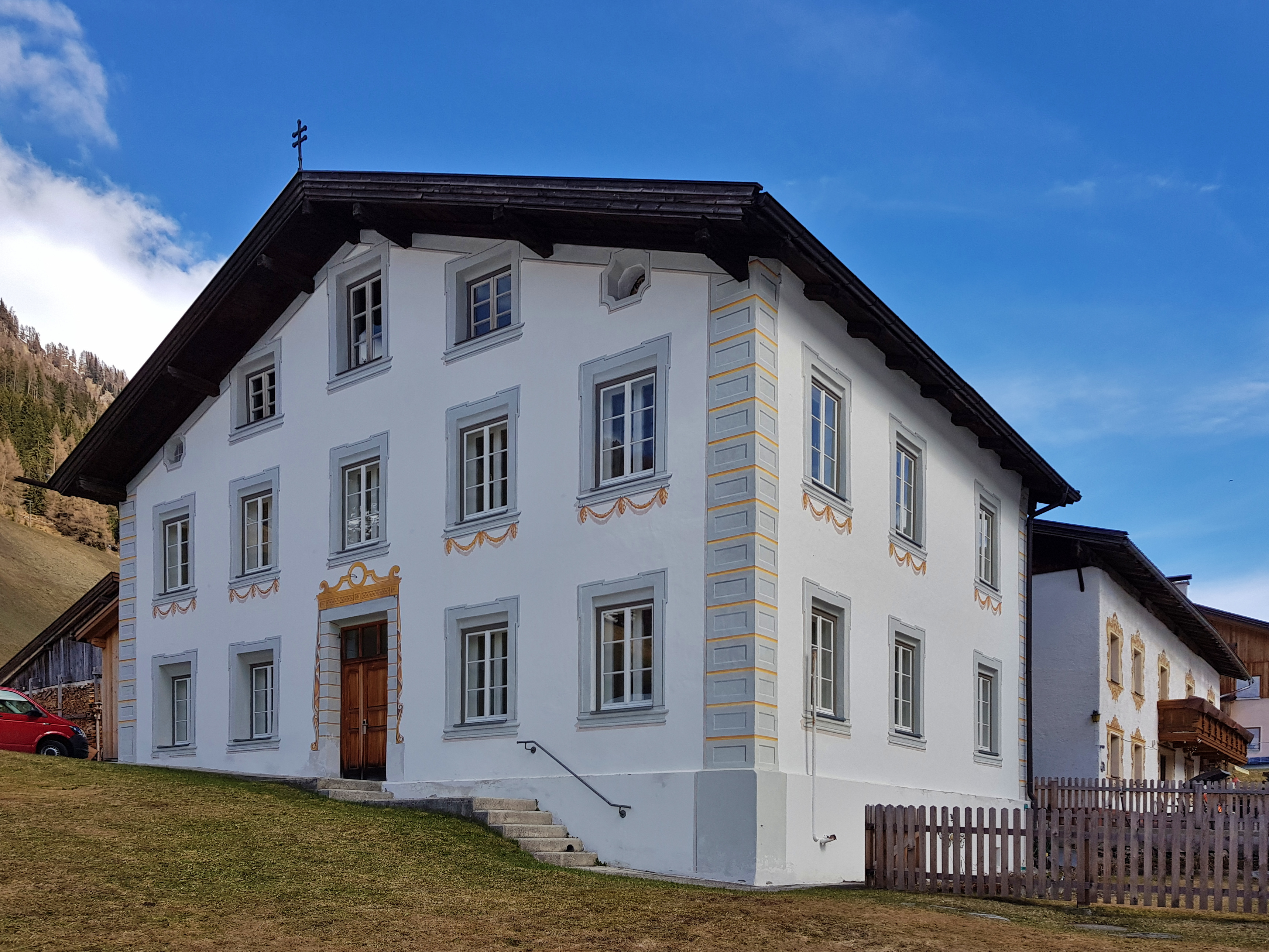
Widum Schmirn

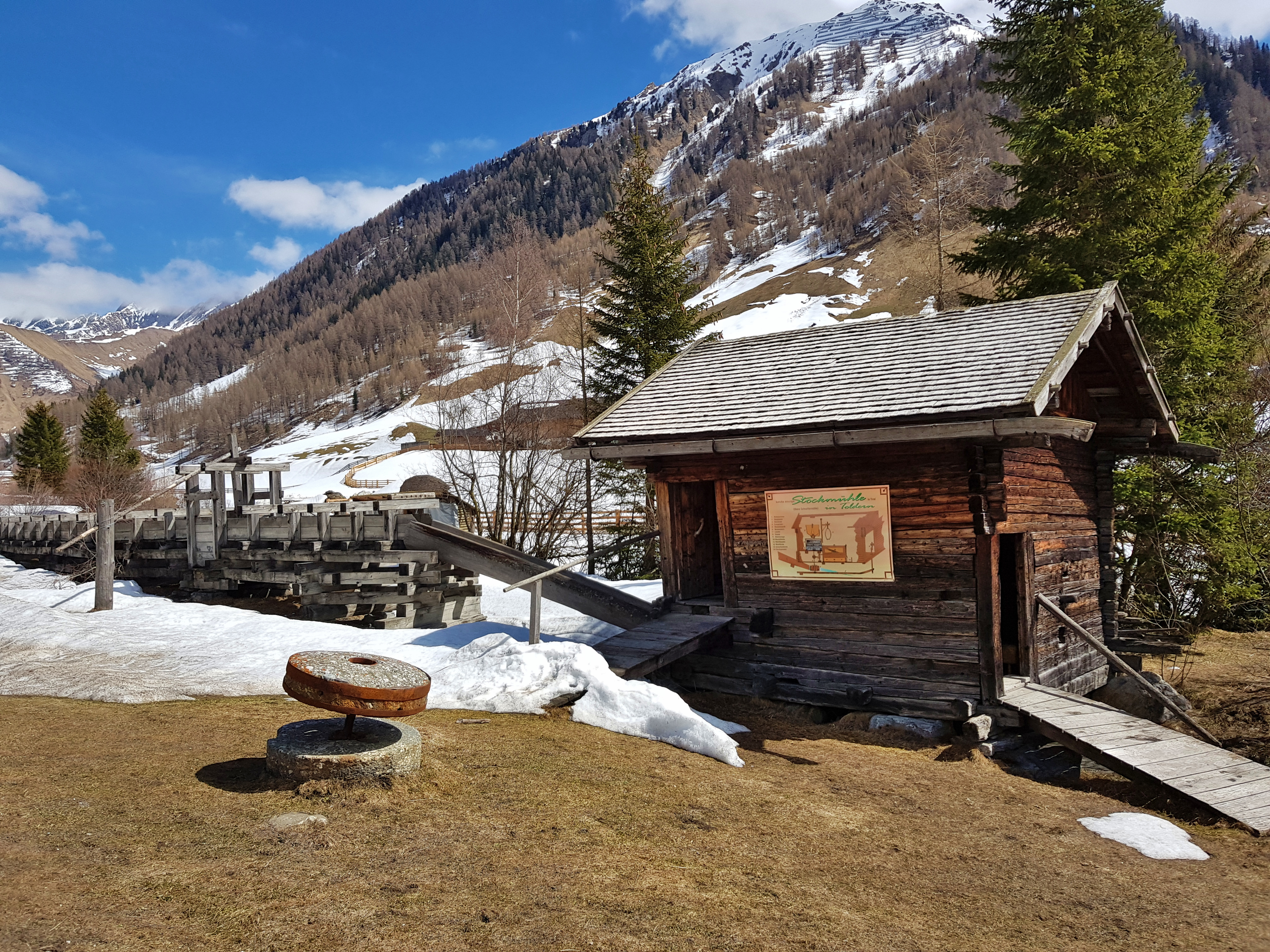
Obere Schnatter-Mühle

- Katholische Pfarrkirche Schmirn hl. Josef
- Wallfahrtskirche Maria zur Kalten Herberge
- Obere Schnatter-Mühle

## Wirtschaft und Infrastruktur
Die Landwirtschaft ist durch Kleinbetriebe gekennzeichnet. Von den 87 landwirtschaftlichen Betrieben des Jahres 2010 wurden 69 im Nebenerwerb betrieben. Neben der Landwirtschaft gibt es noch 16 Arbeitsplätze im Produktionssektor und 33 im Dienstleistungssektor (Stand 2011).
Von den über 400 Erwerbstätigen, die 2011 in Schmirn lebten, arbeiteten 58 in der Gemeinde, beinahe neunzig Prozent pendelten aus.

### Verkehr
- Bahn: Die Gemeinde hat über die Haltestelle St. Jodok der Brennerbahn Anschluss an den Eisenbahnverkehr.

### Vereine
- Musikkapelle Schmirn
- Sportverein Schmirn
- Gemischter Chor Schmirn
- Männerchor Schmirn
- Schützenkompanie Schmirn
- Freiwillige Feuerwehr Schmirn
- Jungbauernschaft Schmirn

## Politik

### Gemeinderat
Für den Gemeinderat werden elf Mandatare gewählt:
| Partei                                                    | 2022             | 2022             | 2016  | 2016    | 2010  | 2010    |
| Partei                                                    | %                | Mandate          | %     | Mandate | %     | Mandate |
| --------------------------------------------------------- | ---------------- | ---------------- | ----- | ------- | ----- | ------- |
| Allgemeine Liste Schmirn – Bgm. Vinzenz Eller (LISTE BGM) | 64,81            | 7                | 49,42 | 5       | 48,68 | 6       |
| Allgemeine unabhängige Gemeindeliste Leite (LEITE)        | 35,19            | 4                | 25,70 | 3       | 21,03 | 2       |
| Frischer Wind                                             | nicht kandidiert | nicht kandidiert | 13,84 | 2       | 17,38 | 2       |
| Bürgerliste Schmirn                                       | nicht kandidiert | nicht kandidiert | 11,04 | 1       | 12,91 | 1       |

### Bürgermeister
Bei den letzten beiden Bürgermeisterwahlen, die gemeinsam mit den Gemeinderatswahlen stattfinden, wurde Vinzenz Eller als einziger Kandidat zum Bürgermeister gewählt.

### Wappen
Folgendes Wappen wurde der Gemeinde 1980 verliehen: In Grün eine weiße Kirche auf schwarzem Einberg.